# Viselský záliv

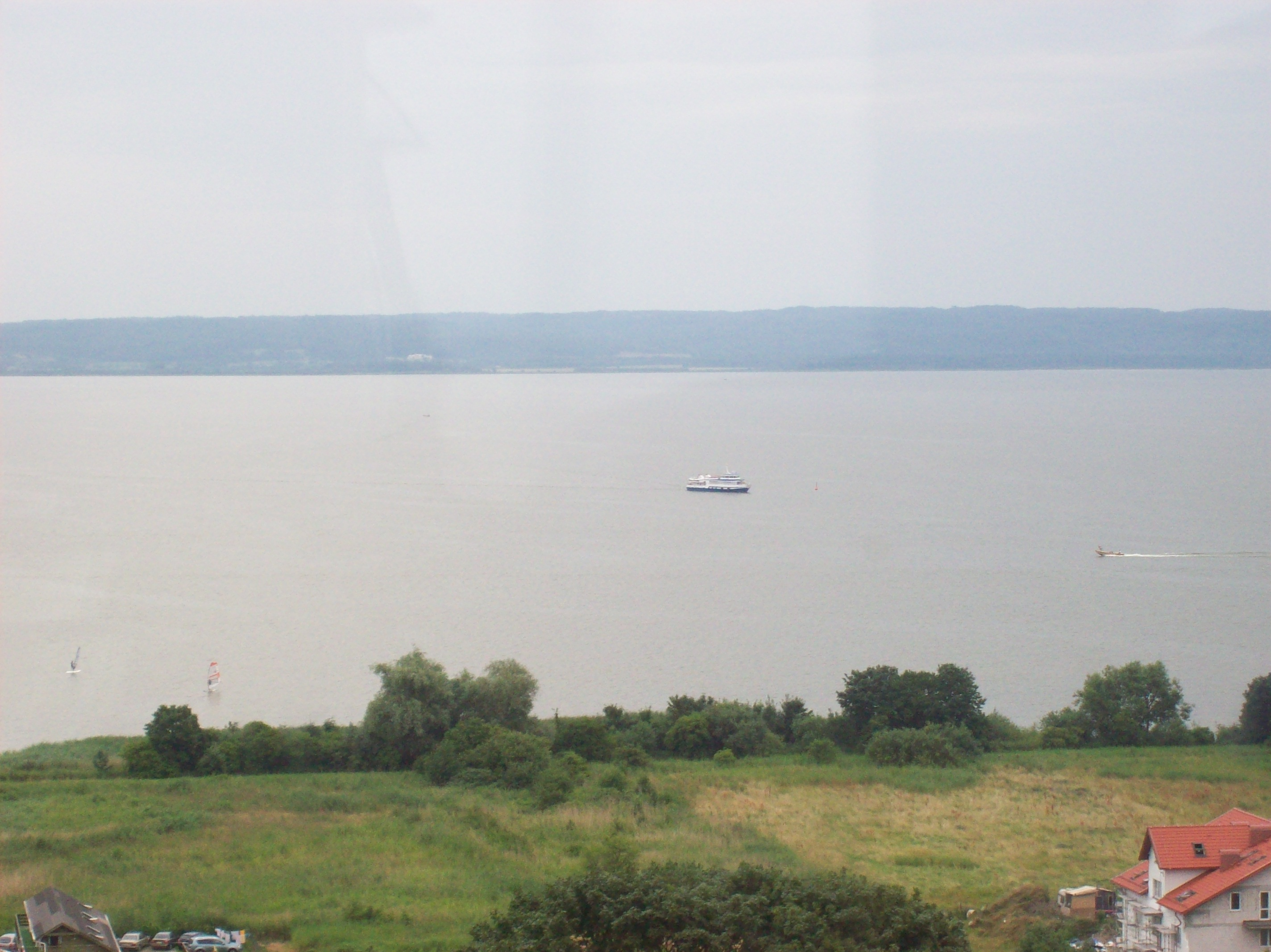
Pohled na Viselský záliv z majáku Krynica Morska

Viselský záliv (příp. Vislanský záliv[zdroj?], nebo Kaliningradský záliv, polsky Zalew Wiślany, rusky Калининградский залив nebo Вислинский залив, litevsky Aistmarės, německy Frisches Haff) je velký liman (či laguna – angl. Vistula Lagoon) na jihu Baltského moře. Politicky je rozdělen mezi Rusko (Kaliningradská oblast, na severovýchodě) a Polsko (Pomořské a Varmijsko-mazurské vojvodství).
Má plochu asi 840 km², je 90 km dlouhý a 2,5 až 25 km široký, protáhlý z jihozápadu na severovýchod. Hluboký je 3 až 5 m. Od moře je oddělen úzkou 60 km dlouhou písečnou Viselskou kosou. Na severu (v ruské části) je laguna 860 m širokým Kaliningradským průlivem propojena s Gdaňským zálivem. Na západě v polské části byl roku 2022 skrz Viselskou kosu prokopán průplav, který umožňuje spojení polských přístavů uvnitř zálivu (zejména Elblągské vodní cesty) s Baltským mořem bez nutnosti plout ruskými teritoriálními vodami.
Záliv má slanost 0,3 %, asi poloviční oproti průměru Baltského moře, podle definice už se tak jedná o sladkou vodu.

## Pojmenování
Nejstarším doloženým názvem laguny je Estmere (9. století), odvozeno od jména pobaltského kmene Aestů (souvislost s Estonci není prokázaná). Tento základ je dodnes zachován v litevském pojmenování Aistmarės.
Poláci nazývají záliv podle řeky Visly, která do něj částečně proudí (prostřednictvím ramene Nogat), pravopisně název souvisí s kmenem Vislanů (Wiślanie).
Německé jméno Frisches Haff znamená doslova „svěží zátoka“, což bylo motivováno tím, že zdejší voda je zřetelně sladší než ve vlastním Baltském moři.
Rusové záliv nazývají nejčastěji podle Kaliningradu (resp. Kaliningradské oblasti), kde se z jejich pohledu nachází. Alternativní ruský název je Виислинский залив (Vislinskij zaliv).

## Vodní režim
Ústí do něj řeky Pregola, Pasłęka, Elbląg, Nogat (rameno Visly) a další menší toky.

## Doprava
Hlavní přístavy na břehu nebo při ústí přítoků jsou v polské části Frombork, Tolkmicko a Elbląg a v ruské části Baltijsk (u průlivu) a Kaliningrad (v ústí Pregoly).
V polské části jsou provozovány trajektové linky z Fromborku a Tolkmicka na kosu do Krynice Morske. Polsko při západním konci Viselské kosy vybudovalo vlastní průplav, který byl otevřen 17. září 2022, aby mělo ze zálivu přístup na volné moře bez použití ruských teritoriálních vod.

## Ochrana přírody
Oblast je významným ptačím územím. Zvláště chráněna je celá polská část Viselské kosy (Park Krajobrazowy Mierzeja Wiślana) a značná část jižního pobřeží (Park Krajobrazowy Wysoczyzny Elbląskiej). Jako kompenzace nepříznivého zásahu do životního prostředí (stavba průplavu) byla v roce 2019 zahájena výstavba umělého Estyjského ostrova, který bude sloužit jako ptačí rezervace.